# Areias (Barcelos)
Areias ist eine Gemeinde (Freguesia) im nordportugiesischen Kreis Barcelos. In ihr leben 1026 Einwohner (Stand 19. April 2021).